# 榮凱
宗室荣凯（？—？）滿洲正藍旗人，清末官员。

## 生平
光绪二十八年十一月十五日，绥远城将军钟泰卒于任所。钟泰的第二子荣凯赴绥远接回灵柩，运至北京朝阳门外柴家洼祖茔安葬。
清末，荣凯曾任理藩部员外郎上行走、理藩部郎中。
1911年，奉天省参议荣凯提出“植柳培堤送水入辽”为治理柳河大纲。但因工程款不足，而当年洪水浸入新民县城，故改用“堵口栽篱”来保护新民县街。

## 家庭
- 驻京绰罗斯贝子唐古色，乃是达瓦齐的五世孙，其妻是宗室荣凯之女。[5]